# پیرزاده
پیرزاده یک روستا در ایران است که در دهستان گرده واقع شده‌است. پیرزاده ۳۸ نفر جمعیت دارد.